# Los que estamos solos
Los que estamos solos es el título de una telenovela argentina producida en 1976 por Canal 13, protagonizada por Nora Cárpena y Arnaldo André; junto con María Valenzuela.

## Guion
La telenovela fue dirigido Carlos Berterreix y fue escrito por Alberto Migré, conocido por estrenar y crear historias como Pablo en nuestra piel (1977), El hombre que yo inventé (1977), Chau, amor mío (1979), Un hombre como vos (1981), Cuando vuelvas a mí (1986), Ella contra mí (1988), Una voz en el teléfono (1990) y entre otros.

## Elenco
- Arnaldo André - Mariano Mayol
- Nora Cárpena - Jimena Viel Casabó
- María Valenzuela - Corina
- Antuco Telesca - Gastón Cabrera
- China Zorrilla - Bárbara
- Julia Sandoval - Corina
- Dora Ferreiro - Sofía
- María Vaner[1] - Eliane
- Rosa Rosen - Georgina
- Susy Kent - Ágata
- Blanca Lagrotta - Prudencia
- Mario de Rosa - Emilio
- María Elena Sagrera - Doctora

## Equipo Técnico
- Historia original - Alberto Migré.
- Relator: Julio César Barton
- Asesor de vestuario: Guillermo Blanco
- Escenografía: Antón
- Iluminación: Jorge Bonanno
- Asistente de dirección: Víctor Selandari
- Dirección - Carlos Berterreix.